# Étoile Filante Bastiaise
L'Étoile Filante Bastiaise (AFI: /e.twal fi.lɑ̃t bas.tjaz/), meglio noto come ÉF Bastia, è stata società calcistica francese con sede nella città di Bastia.
Fondata nel 1920, tra gli anni sessanta e gli anni settanta (dal 1962 al 1971) il club si è fuso con lo Sporting Club de Bastia, prendendo conseguentemente la denominazione di Sporting Étoile Club Bastia, per poi riprende la sua vecchia denominazione che ha mantenuto fino al 2020. In quello stesso anno l'Étoile si è sciolto a seguito della sua fusione con l'AJ Biguglia per fondare il Football Jeunesse Étoile Biguglia.

## Palmarès

### Competizioni regionali
- Coppa di Corsica: 8

1955-1956, 1976-1977, 1977-1978, 1978-1979, 1981-1982, 2000-2001, 2001-2002, 2017-2018